# Nitting
Nitting es una comuna y población de Francia, en la región de Lorena, departamento de Mosela, en el distrito de Sarrebourg y cantón de Lorquin.
Su población en el censo de 1999 era de 518 habitantes.
Está integrada en la Communauté de communes du Pays des Deux Sarres.

## Demografía
| 316 | 326 | 334 | 526 | 515 | 518 |
| Para los censos de 1962 a 1999 la población legal corresponde a la población sin duplicidades (Fuente: INSEE [Consultar]) |     |     |     |     |     |

- Datos: Q22178
- Multimedia: Nitting / Q22178

1. ↑  Worldpostalcodes.org, código postal n.º 57790.
2. ↑  INSEE, Datos de población para el año 2012 de Nitting (en francés).